# Ragösen (Anhalt)
Ragösen é uma vila da Alemanha localizada no distrito de Wittenberg, estado de Saxônia-Anhalt. Foi município até 30 de junho de 2009, quando foi incorporada à cidade de Coswig.
O último prefeito foi Hans-Peter Klausnitzer.